# 엔리케 그라나도스

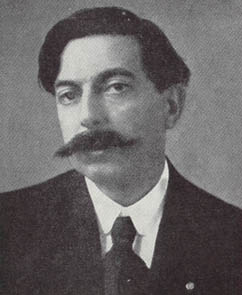
엔리케 그라나도스

엔리케 그라나도스(스페인어: Enrique Granados, 1867년 7월 27일 ~ 1916년 3월 24일)은 스페인의 작곡가, 피아노 연주자이다. 스페인의 근대 피아노 음악의 작곡가로 여겨진다.
카탈루냐 지방 례이다 출신인 그라나도스는 어릴 적부터 음악을 배워 많은 스페인의 음악가들과 같이 파리 음악원에 입학을 지망하여 그 곳에 왔으나 병으로 입학 연령이 넘어 수석 교수인 샤를윌프리드 드 베리오에게 배웠다. 그리하여 파리와 스페인 각지를 여행하면서 연주회를 가졌다. 1889년부터는 바르셀로나에 정주하였으나 이 무렵 이미 유명한 <스페인 춤곡> 12곡 중에서 몇 곡이 작곡되었다. 후에 펠리프 페드렐에게서 배워 스페인 음악의 본질과 전통에 눈을 떠 작곡방향이 정해졌다.
그는 이사크 알베니스나 마누엘 데 파야와 다른 방향에서 예술의 이상을 추구하였다. 우아하고 고결하고 게다가 순스페인적(카스티소)인 것을 구하여 독특한 수법으로 마드리드의 정서를 묘사하였다. 그것도 현대의 마드리드가 아니며 천재화가인 프란시스코 고야가 그린 것, 극작가인 라몬 데 라 크루스 시대의 기사도가 한창이었던 무렵의 마호 또는 마하(당시의 모범 남녀)들이 사랑에 열중하고 있던 시대의 다운타운의 정서를 묘사한 것이다. 마치 우리 나라의 구한말 때의 서울의 정서라고나 할 회고 취미이지만, 그러나 그 작품은 세련(洗練)된 유니버셜한 음악형식의 근대감각에 넘치고 있다.
대표작으로는 <스페인 무곡 12곡>(특히 제5번 <안달루자>가 유명하다)과 <고예스카스>의 피아노곡집이 유명하다. 특히 후자는 그의 취미인 고전의 우아와 근대미를 겸비한 걸작이며 알베니스의 <이베리아>와 함께 스페인의 피아노 작곡 중에서 두 개의 정점을 이루는 것이다. 이것들은 후에 오페라로 다시 편곡되어 그 초연은 처음에는 파리의 오페라 코미크 극장이 예정 장소였으나 제1차 세계 대전 중이어서 뉴욕의 메트로폴리탄으로 변경되었다. 그라나도스는 여행을 싫어하였으며 특히 배여행을 싫어하였지만 처음으로 미국으로 건너갔다. 그리하여 예정에 없던 저 유명한 <간주곡>을 새로 작곡하여 대호평을 받았다. 하지만 귀국길에 기선 서섹스가 독일 잠수함에게 격침되어 부인과 함께 영국 해협에서 일생을 마쳤다.